# Ҥ

Ҥ (minúscula : ҥ)  es una letra cirílica usada únicamente en idiomas no eslavos.
Se basa en la combinación de las letras Н y Г, pero se usa como una letra separada.
Representa el sonido eng, la velar nasal, como la pronunciación de ng.
Se usa en el idioma aleutiano, altái, mari de las praderas y el yakuto.

## Códigos
Sus códigos son U+04A4 para mayúscula y U+04A5 para minúscula.
- Datos: Q425035
- Multimedia: Cyrillic En-ghe / Q425035